# Lagocephalus
Lagocephalus — рід риб родини скелезубових (Tetraodontidae) з циркумглобальним поширенням.
Це видовжені риби-фугу, здатні надуватися у разі небезпеки та виділяти надзвичайно сильні токсини, через які вони бояться небагатьох хижаків і є непридатними для споживання людиною. Кілька видів (Lagocephalus sceleratus, Lagocephalus spadiceus та Lagocephalus suezensis) вважаються інвазивними в Середземномор'ї та включені до «Чорного списку інвазивних видів у морському середовищі» МСОП для Середземномор'я.

## Види
Наразі в цьому роді визнано 11 видів:
- Lagocephalus cheesemanii (Clarke, 1897)
- Lagocephalus gloveri Abe & Tabeta, 1983
- Lagocephalus guentheri (A. Miranda-Ribeiro, 1915)
- Lagocephalus inermis (Temminck & Schlegel, 1850)
- Lagocephalus laevigatus (Linnaeus, 1766)
- Lagocephalus lagocephalus (Linnaeus, 1758)
- Lagocephalus lunaris (Bloch & J. G. Schneider, 1801)
- Lagocephalus sceleratus (J. F. Gmelin, 1789)
- Lagocephalus spadiceus (J. Richardson, 1845)
- Lagocephalus suezensis (E. Clark & Gohar, 1953)
- Lagocephalus wheeleri Abe, Tabeta & Kitahama, 1984

## References
1. ↑  Froese, Rainer, and Daniel Pauly, eds. (2024). Види роду Lagocephalus на FishBase. Версія за жовтень 2024 року.